# يانيك غيرهاردت
يانيك غيرهاردت (بالألمانية: Yannick Gerhardt)‏ (13 مارس 1994 ألمانيا - ) هو لاعب كرة قدم ألماني، يلعب كلاعب وسط.

## وصلات خارجية
يانيك غيرهاردت على موقع الاتحاد الأوربي (الإنجليزية)
- يانيك غيرهاردت على موقع قاعدة بيانات كرة القدم.إي يو (الإنجليزية)
- يانيك غيرهاردت على موقع بيانات كرة القدم. دي إي (الألمانية)
- يانيك غيرهاردت على موقع ناشيونال فوتبول تيمز (الإنجليزية)
- يانيك غيرهاردت على موقع Soccerway.com (الإنجليزية)
- يانيك غيرهاردت على موقع عالم كرة القدم.نت (الإنجليزية)
- يانيك غيرهاردت على موقع AS.com (الإسبانية)